# Великая Ростовка
Великая Ростовка (укр. Велика Ростівка) — село на Украине, находится в Оратовском районе Винницкой области.
Код КОАТУУ — 0523180801. Население по переписи 2001 года составляет 709 человек. Почтовый индекс — 22630. Телефонный код — 4330.
Занимает площадь 3,293 км².

## Адрес местного совета
22630, Винницкая область, Оратовский р-н, с. Великая Ростовка, ул. Кирова, 20